# 지도군
지도군(智島郡)은 1896년 2월 3일부터 1914년 3월 31일까지 전라도 서해안에 산재한 섬들을 관할로 설치되었던 군(郡)으로, 현재의 행정구역으로는 전라남도 신안군 일원과 영광군 낙월면, 전라북도 부안군 위도면 및 군산시 고군산군도를 합한 지역이고, 군청은 지도(智島)에 있었다. 관할 구역의 섬들은 본래 무안(務安), 나주(羅州), 영광(靈光), 부안(扶安), 만경(萬頃) 등 5개군에 속해 있었다.
신설 당시에는 23부제에서 전주부 지도군이었고, 6개월 뒤인 1896년 8월 4일에 13도제가 실시되어 전라남도 지도군이 되었다. 1897년에 비금면과 도초면이 완도군에서 지도군으로 이관되면서 현재의 신안군 거의 대부분을 관할하게 되었다.
1914년 4월 1일에 고군산군도가 옥구군(현 군산시)에, 위도면과 낙월면이 영광군에 이관되고, 지도군은 무안군에 흡수되어 폐지되었다. 1969년 1월 1일에 옛 지도군 지역을 무안군에서 분리하여 신안군을 설치하였다.

## 같이 보기
- 전주부
- 신안군
- 위도면
- 낙월면
- 고군산군도